# Östafrikanska gravsänkesystemet

Översiktskarta

Östafrikanska gravsänkesystemet, även Östafrikanska riftsystemet (engelska: East-African Rift Valley), är ett geografiskt område i Östafrika som består av sänkor och stora sprickor. Formationerna har uppkommit genom riftbildning på grund av att den afrikanska kontinentalplattan och den arabiska plattan rör sig bort från varandra, en process som började för omkring 35 miljoner år sedan. Gravsänkesystemet ingår i ett ännu större system av sprickor som sträcker sig 5 000 kilometer från Syrien till centrala Moçambique. Sänkans bredd varierar mellan 30 och 100 kilometer och dess djup från några få hundra meter till flera tusen meter.

## Geografi
Den nordligaste delen av gravsänkesystemet utgörs av dalen kring Jordanfloden som flyter söderut genom Huladalen och Kinneretsjön ner till Döda havet. Söder om Döda havet utgörs riftsystemet av Wadi Arabah som avlöses av Aqabaviken och Röda havet.
Den södra änden av Röda havet bildar ett brott i gravsänkesystemet. Adenviken är början på en östlig pedang som mynnar ut i Carlsbergsryggen och vidare ut i Centralindiska tröskeln i Indiska oceanen. Innan gravsänkesystemet skilde Arabiska halvön och Afrikas horn åt hängde kontinenterna samman. Sydväst från Djibouti fortsätter gravsänkesystemet in på den afrikanska kontinenten där det delar etiopiska höglandet i två delar.
I Östafrika delar gravsänkesystemet upp sig i en östlig och en västlig gren.
Det västra gravsänkesystemet rymmer flera av Afrikas högsta berg: Virungabergen, Mitumbabergen och Ruwenzoribergen. Dessutom rymmer de Afrikas största och djupaste sjöar - bland annat Tanganyikasjön (största djup: 1 470 meter), Victoriasjön, världens näst största sötvattenreservoar (räknas som en del av gravsänkesystemet trots att sjön egentligen ligger mellan de två riftgrenarna) och de andra Stora sjöarna.
Gravsänkan i Kenya är djupast norr om Nairobi. Sjöarna i sänkans östra gren saknar utlopp, varför dessa sjöar tenderar att ha hög salthalt eftersom avdunstningen tar bort vattnet men inte mineralerna i det. Magadisjön i Kenya består nästan helt av soda (natriumkarbonat), och Elementaitasjön, Baringosjön, Bogoriasjön och Nakurusjön är alla starkt alkaliska. Naivashasjön är en sötvattensjö tack vare färskvattentillförsel utifrån.
Den östafrikanska gravsänkan fortsätter att vidgas, förmodligen driven av mantelplymer. Den geotermiska aktiviteten har gjort att litosfären bara uppnår en tjocklek på 20 kilometer mot de normala 100 kilometer under jordens kontinenter. Inom några få miljoner år kommer eventuellt litosfären att spricka upp och östra Afrika bilda en egen kontinent med en ny mittoceanrygg emellan.
Genom den vulkaniska aktiviteten och den stora koncentrationen av hetfläckar i området har berg som Kilimanjaro, Mount Kenya, Karisimbi, Nyiragongo, Mount Meru och Mount Elgon samt högplatån i Tanzania med den ännu aktiva vulkanen Ol Doinyo Lengai bildats.

## Antropologi
I riftdalen har många betydande antropologiska fynd gjorts, särskilt vid foten av berget. Då de snabbt eroderande högländerna fyller sänkorna med sediment har en miljö uppstått som mycket väl bevarar efterlämningar efter människor och djur. Ben efter flera hominider, bland annat den så kallade Lucy som upptäcktes av arkeologen Donald Johanson, ett närmast fullständigt skelett efter en australopithecus.